# クティア
クティア（kutia）(kutyaとも）は、大部分はクリスマス休暇中にウクライナ、ベラルーシ、およびロシアでのハリストス正教会とギリシャ・カトリック教会により提供される甘いグレービーソースが入った、イエスの洗礼の休暇シーズンや葬儀のような儀式用の穀物料理である。形容詞句を伴うこの名称もまたクリスマス・イブ、新年、そしてジーザス・デイで述べられるのに向いているといえる。

## 語源
クティア（Kutia）という言葉はギリシャ語の「κουκκί」（豆）あるいは「κόκκος」（穀物）から借りたものである。

## 説明

### ウクライナ
ウクライナでは、クティアはクリスマス・イブの12品の晩餐（「食事会」；ブルガリア語: Suyata vecheryaとも）で出される絶対不可欠な典礼用の2つの食事の中の1つである。クティアにおける典礼に込められた意味は「uzvar（ウズヴァル）」と同様にとても古いものである。ウクライナの民族学者であるヒョードル・ヴォフクは、これらの食事の起源を新石器時代にまで遡れるとする。夕食前、クティアは家屋で最も高潔な場所にある聖像の下の角に配置される。クティアが入った壺はRizdvo（リズドヴォー。ウクライナ語でクリスマスのこと）から旧正月（1月14日）までそのままこの角に置かれる。子供たちがクティアが入った壺を持って、親戚（通常は祖父母や教父母）に届けるという習慣も存在する。夕食後、クティアは「我々の親戚が夕食を摂り、我々に腹を立てませんように」という言葉を添えて、亡くなった先祖のためにスプーンが入った状態で一晩中テーブルに置かれる。食事における宗教的な本質は古くからの習慣によって強調されている。家長である父親が窓に近づいたり、少量のクティアを持って中庭を出歩いたり、霜に話しかけたり、家族と一緒に食事をするように家長である父親を3度招待したりといった感じである。霜が出てこない場合、姿を見せないことや農作物に危害を加えないことなどを「霜よ、霜よ、クティアを食べにおいで。もしあなたが来なければ、ライ麦や小麦、他の農作物を迎えに来ないでおくれ」と言う言葉を添えて、家長である父親に勧告する。
クティアは、食すべきクリスマス・イブの12品の晩餐に提供される12品目の食事の始めに出てくる。家長である父親がクティアの最初のひと匙目を取り、壺を持ち上げ、この日の夜に亡くなった家族が儀式に参加できるように魂を集める。その後、クティアを味わった家長の父親は残った少量のクティアを天井高く放り投げる。天井に張り付いた穀粒の数だけ、来年には雌鶏が多くの卵を産むはずである。今では他の食事が食べ終えられた後に、家族全員がクティアをひと匙分だけ食している。
伝統的なクティアで使用される主な材料としては、小麦粒、ケシの実、および蜂蜜である。折に触れて、クルミ、ドライフルーツやレーズンがおまけとして加えられる。クティアは四旬節の食事であり、牛乳や卵などの製品は使用されない。小麦粒の代わりに精麦もしくは雑穀を使用するクティアのレシピが知られている。
コリヴォ（Kolyvo）はクティアに類似したウクライナの儀式料理であるが、ケシの実が含まれていない。コリヴォは追悼礼拝の時に提供される。

### 他の国々
穀物に蜂蜜、種実類、香辛料、および僅かな他の材料を混ぜ合わせて茹でた食事は、次のように他の国でも昔から存在する。
- ブルガリア - コリヴォ
- ギリシャ - コリヴァ（英語版）
- レバノン、パレスチナ、およびヨルダン - アーメー（ameh）・マスルック（masslouk）、あるいはスヌイェ（snuniye）
- ルーマニア - コリヴァ（colivā）
- ロシア - ソキーボ（sochivo）
- セルビア - コルジーヴォ（koljivo）（すなわち捧げもの（sacrifice））、もしくは単純にジャイト（žito）（言い換えれば小麦（wheat））
- シチリア - クッチーア（英語版）
- シリア - スリハ（Sliha）、もしくはバーバラ（Burbara）（エイド・イル＝バー＝バラを追悼する中東における聖バーバラ祝祭の食事）

よく似ているものの、起源も材料も異なる料理として、イスラム教、とりわけトルコの甘い食事であるアシュレがある。